# Borzicactus leonensis
Borzicactus leonensis es una especie de planta suculenta perteneciente al género Borzicactus, dentro de la familia Cactaceae. Es endémica de Ecuador. 

## Descripción
Borzicactus leonensis es una especie de cactus de crecimiento postrado a semierguido, con tallos de color verde oscuro que se ramifican en la base. Alcanza una longitud de 0,5 a 1,5 m y diámetros de 5 a 6 cm.
Presentan de 9 a 11 costillas bajas y redondeadas, que se dividen en tubérculos hexagonales mediante profundos surcos ondulados. En ellos se sitúan las areolas, las cuales tienen de 8 a 12 espinas radiales rectas, inicialmente negras y amarillentas o rojizas en su base, que luego se vuelven de color gris blanquecino con una punta más oscura. Miden de 0,5 a 2,5 cm de largo, y la espina central, que también puede faltar, es sólo un poco más larga que las espinas restantes.
Las flores son más o menos verticales, estrechas y en forma de embudo. Tienen los bordes torcidos, son de color rojo a ligeramente violeta y aparecen cerca de las puntas de los tallos. Miden de 5,5 a 7 cm de largo, con un diámetro de 3 cm y con el pericarpelo y el tubo floral cubiertos de finos pelos blancos. Los frutos son esféricos, de color verde amarillento, miden de 2 a 3 cm de diámetro y son escasamente peludos.

## Distribución y hábitat
El área de distribución nativa de esta especie es Ecuador (Azuay) y crece principalmente en el bioma tropical estacionalmente seco, a altitudes de 1800 a 2000 metros sobre el nivel del mar.

## Taxonomía
La primera descripción de esta especie fue como Cleistocactus leonensis, publicada en 1989 por el botánico Jens E. Madsen en la revista científica Flora of Ecuador 35 (45): 18.
Más tarde, el botánico británico Graham Charles George Argent trasladó la especie al género Borzicactus, por lo que pasó a llamarse Borzicactus leonensis. Registró estos cambios en la revista científica Cactaceae Systematics Initiatives 26: 14, publicada en 2012.
Etimología
- Borzicactus: nombre genérico formado a partir del prefijo borzi- (que hace referencia al botánico Antonino Borzì (1852-1921), director del jardín botánico de Palermo) y kaktos (que significa ‘cardo’ o ‘planta espinosa’), en alusión al cuerpo esférico y espinoso que presentan las especies de este género.[5]
- leonensis: epíteto geográfico que hace referencia al valle del Río León (Ecuador), lugar donde se encontró la especie.[6]

## Estado de conservación
En la Lista Roja de Especies Amenazadas de la UICN, la especie está clasificada como de "Preocupación Menor (LC)".

## Usos
Se cultiva principalmente como planta ornamental y su propagación se realiza normalmente a través de esquejes o semillas.